# سام فرستنبرگ
سام فرستنبرگ (انگلیسی: Sam Firstenberg؛ زادهٔ ۱۳ مارس ۱۹۵۰) یک کارگردان اسرائیلی-آمریکایی است.
سام فرستنبرگ که در لهستان در خانواده‌ای یهودی به دنیا آمد، در اورشلیم بزرگ شد و از زمان پایان تحصیلات تکمیلی خود در رشته سینما در دانشگاه لویولا مریمونت، کارگردانی ۲۲ فیلم سینمایی را برعهده گرفت و تحصیلات عالی خود را در لس آنجلس، کالیفرنیا دریافت کرد. او بیشتر به خاطر ساختن فیلم‌های کم‌هزینه (ویدئویی) در بیشتر دوران حرفه‌ای‌اش، از جمله دو فیلم اول از مجموعه فیلم‌های نینجاهای آمریکایی، نینجای آمریکایی (۱۹۸۵) و نینجای آمریکایی ۲ (۱۹۸۷)، شهرت دارد. سام فرستنبرگ کارگردانی فیلم‌هایی از کمدی تا اکشن، موزیکال تا درام، علمی تخیلی، هیجان‌انگیز و ترسناک را انجام داده است.

## گزیده فیلم‌شناسی
- انتقام نینجا (۱۹۸۳)
- نینجا ۳: تسلط (۱۹۸۴)
- رقص بریک ۲ (۱۹۸۴)
- نینجای آمریکایی (۱۹۸۵)
- نیروی انتقام‌جو (۱۹۸۶)
- نینجای آمریکایی ۲ (۱۹۸۷)
- نیروی دلتا ۳ (۱۹۹۱)
- سامورایی آمریکایی (۱۹۹۲)
- پلیس سایبورگ (۱۹۹۳)
- پلیس سایبورگ ۲ (۱۹۹۴)
- جایگزین (۲۰۰۰) [۲]
- شن‌های روان (۲۰۰۲)